# Propulsor X3
O Propulsor X3 é um propulsor que está sendo desenvolvido por pesquisadores da Universidade de Michigan, em colaboração com a NASA e a Força Aérea dos Estados Unidos. 

## Marte
A tecnologia poderá ser usada para transportar seres humanos para Marte. O propulsor foi desenhado pelo professor de engenharia aeroespacial Alec Gallimore. É um propulsor Hall – um sistema que impulsiona a espaçonave acelerando uma corrente de átomos carregados eletricamente, conhecidos como íons.